# Assemble with Care
 (octobre 2022).
Assemble with Care est un jeu vidéo de réflexion développé par Ustwo. Il est centré sur l'histoire d'une restauratrice d'antiquités qui parcourt une ville en réparant des objets cassés. Il sort en septembre 2019 pour iOS et MacOS via Apple Arcade, puis sur Windows en mars 2020. 

## Développement
Le jeu est développé par Ustwo, le studio de développement de Monument Valley. 
Assemble with Care est d'abord lancé exclusivement le 19 septembre 2019 dans le cadre de l'inauguration du service de jeux vidéo par abonnement Apple Arcade,. Une version Windows est ensuite publiée le 26 mars 2020.

## Système de jeu
Chaque chapitre du jeu consiste en la réparation d'un appareil afin d'aider un habitant de Bellariva, une ville fictive en Espagne. Les sections de réparation sont séparées par des intermèdes narratifs où les différents protagonistes reviennent sur leurs rapports affectifs aux objets à réparer.

## Accueil
Le jeu reçoit des critiques positives de la part des critiques, notamment en raison de son gameplay reposant sur des puzzles et son histoire. Il obtient un score de 72 sur l'agrégateur de critiques Metacritic. CJ Andriessen, pour Destructoid, fait l'éloge des commandes tactiles et de la présentation du jeu. Tyler Woodward, pour TouchArcade, relève les graphismes stylisés et l'histoire du jeu.